# Hans Jacob Jebsen
Hans Jacob Jebsen (* 27. Juni 1921 in Kiel; † 4. Mai 1979 Apenrade) war ein deutscher Reeder und Unternehmer.

## Leben und Werk
Hans Jacob Jebsen wuchs in Apenrade auf und besuchte das dortige Deutsche Gymnasium, um nach bestandenem Abitur eine Lehrzeit bei der Oldenburg-Portugiesischen Dampfschiffs-Rhederei in Hamburg zu absolvieren. Es folgte während des Zweiten Weltkrieges eine weitere Schifffahrtsausbildung im Schiffahrtskontor Hans Petersen & Co in Danzig. Nach Ende der Lehrzeit studierte Jebsen an der Universität Hamburg Volkswirtschaft. Das Kriegsende und die deutsche Besetzung Dänemarks erlebte er zuhause in Apenrade. 1947 reiste er zusammen mit seinem Vetter Arwed Peter Jessen auf dem Motorschiff Manchuria der dänischen Reederei Det Østasiatiske Kompagni (East Asiatic Company) nach Hongkong, wo er nach kurzer Einarbeitung die Leitung der Hongkong-Abteilung von Jebsen & Co. übernahm, bis sein älterer Bruder Michael Jebsen 1950 den Hauptsitz der Firma wieder von Shanghai nach Hongkong zurückverlegte und die Führung des Unternehmens übernahm. In den folgenden Jahren wechselten sich die beiden Jebsen-Brüder und Arwed Peter Jessen in der Leitung ab. Der Schiffbau und der Reederei-Betrieb lag im Wesentlichen der Zuständigkeit von Hans Jacob Jebsen. So überwachte er die Fertigstellung der auf der Nobiskrug-Werft in Rendsburg in Auftrag gegebenen Schiffsneubauten Clara Jebsen und Kaethe Jebsen, deren Stapellauf und Probelauf in den Heimathafen Apenrade 1959 erfolgte. Ihren letzten Schiffsneubau, die Carl Offersen, ließ die Reederei Jebsen 1966 auf der Rickmers-Werft in Bremerhaven bauen und auch hier lagen Planung und Überwachung in Händen von Hans Jacob Jebsen. 1969 zog Hans Jacob Jebsen nach Apenrade zurück und leitete dort die Planungen und den Bau der Neubauten für die Reederei M. Jebsen in seiner Heimatstadt. Daneben lag der Schwerpunkt seiner Aktivitäten in der Betreuung der Vertretungen der Hongkong-Firma in den westlichen Industrienationen. Hans Jacob Jebsen heiratete in erster Ehe Juliane Grün, verwitwete Ahlmann. Aus dieser Ehe stammt Hans Michael Jebsen, der heutige Inhaber und Vorstandsvorsitzende von Jebsen & Co. Mit Doris Heckmann, die er in zweiter Ehe heiratete, hatte er  vier Kinder, die Söhne Christian und Markus und die Töchter Amelie und Irmela. Seine letzte Reise nach Hongkong unternahm Hans Jacob Jebsen 1978. Ende des Jahres kehrte er schwerkrank nach Apenrade zurück. Er starb im Mai im darauffolgenden Jahr 1979. Hans Jacob Jebsen setzte sich der Familientradition folgend intensiv für die Belange der Deutschen Minderheit in Nordschleswig ein und kümmerte sich in Abwesenheit seines Bruders Michael als stellvertretender Vorsitzender insbesondere um die Belange der Knivsberggesellschaft. Ebenso lag ihm besonders die Entwicklung des deutschen Schulwesens in Nordschleswig am Herzen.